# Momente des Sports
Momente des Sports ist ein multimediales Magazin, zu welchem eine österreichische Radiosendung und ein Internet-Blog gehören. Die Redaktion war zwischen den Jahren 2013 und 2015 die meistprämierte Fachredaktion Österreichs.

## Themen
Der Leitsatz des Magazins ist "Sport has the power to change the world", den Nelson Mandela bei der Verleihung des Laureus World Sports Award 2000 prägte. Auf diesem Zitat fußen die Themen, welche Momente des Sports behandelt. Die Radiosendung befasste sich hauptsächlich mit Sportlern und deren Geschichten, welche gesellschaftliche und politische Bedeutung erlangten. Zusätzlich brachte Momente des Sports Randsportarten und deren Geschichte ins Programm.

## Geschichte
Gegründet wurde Momente des Sports als Studentenprojekt im freien Wiener Radiosender Orange 94.0. Pirmin Styrnol und Christian Weiner, damals beide als Studenten der Publizistik- und Kommunikationswissenschaften an der Universität Wien inskribiert, gingen zu diesem Zeitpunkt einmal monatlich on Air. Die erste Sendung mit dem Titel "The Cinderella Man" startete im Januar 2013. Da die Sendereihe jedoch bereits ein halbes Jahr später für den renommierten Radiopreis der Erwachsenenbildung nominiert wurde, vergrößerte sich die Redaktion. Zusätzlich zur Radiosendung wurde daher ein Multimedia-Projekt ins Leben gerufen, welches die Themen auch online verarbeitete. Die redaktionelle Leitung behielten weiterhin Pirmin Styrnol (Chefredakteur) und Christian Weiner (stellv. Chefredakteur). In den Jahren 2014 und 2015 war die Redaktion von Momente des Sports die am häufigsten ausgezeichnete Redaktion Österreichs, gewann unter anderem den Radiopreis der Erwachsenenbildung, den Coburger Medienpreis und wurde doppelt für den weltweit ausgeschriebenen Sports Media Pearl Award nominiert. Dennoch wurde im März 2015 nach 26 Ausgaben der Sendebetrieb eingestellt. Das Audio-Team verlagerte sich auf Produktionstätigkeiten für weitere Radiostationen. Die Online-Sparte hielt bestand.

## Aufbau
Durch die Radiosendung Momente des Sports führten das Moderatoren-Duo Styrnol/Weiner, das Grundkonzept der Sendungen basierte auf langen Reportagen und Radiofeatures. Zu unterschiedlichen, aktuellen Themen wurde die Struktur der Sendungen jedoch geändert. So waren auch Gesprächsrunden, Kurzhörspiele oder Satirebeiträge Bestandteile des Programms. Eine Besonderheit der Radiosendereihe war die radiountypische Mitwirkung von Maik Styrnol als fester Hauskomponist. So wurde für jede Sendung themenspezifische Orchester-Musik komponiert.

## Auszeichnungen (Auswahl)

### Preise
- 2014: Sports Media Austria Preis für Journalisten in der Kategorie Radio für Pirmin Styrnol[12]
- 2014: Radiopreis der Erwachsenenbildung in der Kategorie Information für Pirmin Styrnol und Ted Knops[13][14]
- 2015: Sports Media Austria Preis für Journalisten in der Kategorie Radio für Pirmin Styrnol und Christian Weiner[15][16]
- 2015: Meduc Award in der Kategorie Journalismus für die Online-Redaktion
- 2015: Coburger Medienpreis in der Kategorie Schöpfung, national für das Gesamtprojekt[17]

### Nominierungen
- 2013: Radiopreis der Erwachsenenbildung in der Kategorie beste Sendereihe[18]
- 2015: Civil Media Award in der Kategorie Entertainment & Arts[19] für Anja Krämer, Niliz Gül und Pirmin Styrnol
- 2015: Sports Media Pearl Award (weltweit) in der Kategorie Audio für Pirmin Styrnol[20]
- 2015: Sports Media Pearl Award (weltweit) in der Kategorie Journalistic Weblog